# Eleições legislativas na Rússia em 1993
As eleições legislativas na Rússia foram realizadas a 12 de dezembro de 1993, sendo as primeiras eleições russas após a queda da União Soviética e da Crise constitucional russa de 1993.
O sistema eleitoral adoptado após a crise de 1993 consistia em 225 deputados eleitos por método preferencial e 225 deputados eleitos pelo método proporcional. 
Os ultra-nacionalistas do Partido Liberal-Democrata da Rússia foram os grandes vencedores das eleições, ao obterem 22,9% dos votos e 64 deputados. Os partidos de ideologia comunista, o Partido Comunista da Federação Russa e o Partido Agrário da Rússia, também conseguiram resultados positivos ao obterem 12,4% e 8,0% dos votos, respectivamente.
Os partidos pró-Yeltsin foram os grandes derrotados, conseguindo fracos resultados demonstrando a impopularidade do governo Yeltsin na altura.

## Resultados eleitorais
| Partido                 | Partido                                | Método Proporcional | Método Proporcional | Método Proporcional | Método Uninominal | Método Uninominal | Método Uninominal | Total         |
| Partido                 | Partido                                | Votos               | %                   | Deputados           | Votos             | %                 | Deputados         | Total         |
| ----------------------- | -------------------------------------- | ------------------- | ------------------- | ------------------- | ----------------- | ----------------- | ----------------- | ------------- |
|                         | Partido Liberal Democrata da Rússia    | 12 318 562          | 22,92               | 59 / 225            | 1 577 400         | 2,74              | 5 / 225           | 64 / 450      |
|                         | Escolha Democrática da Rússia          | 8 339 345           | 15,52               | 40 / 225            | 3 630 799         | 6,32              | 24 / 225          | 64 / 450      |
|                         | Partido Comunista da Federação Russa   | 6 666 402           | 12,40               | 32 / 225            | 1 848 888         | 3,22              | 10 / 225          | 42 / 450      |
|                         | Mulheres da Rússia                     | 4 369 918           | 8,13                | 21 / 225            | 309 378           | 0,54              | 2 / 225           | 23 / 450      |
|                         | Partido Agrário da Rússia              | 4 292 518           | 7,99                | 21 / 225            | 2 877 610         | 5,01              | 16 / 225          | 37 / 225      |
|                         | Yabloko                                | 4 223 219           | 7,86                | 20 / 225            | 1 849 120         | 3,22              | 7 / 225           | 27 / 450      |
|                         | Partido do Acordo e da Unidade Russa   | 3 620 035           | 6,73                | 18 / 225            | 1 443 454         | 2,51              | 4 / 225           | 22 / 450      |
|                         | Partido Democrático da Rússia          | 2 969 533           | 5,52                | 14 / 225            | 1 094 066         | 1,90              | 0 / 225           | 14 / 450      |
|                         | Movimento Democrático Reformista Russo | 2 191 505           | 4,08                | 0 / 225             | 1 083 063         | 1,88              | 5 / 225           | 5 / 450       |
|                         | União Cívica                           | 1 038 193           | 1,93                | 0 / 225             | 1 526 115         | 2,65              | 10 / 225          | 10 / 450      |
|                         | Futuro da Rússia - Nomes Novos         | 672 283             | 1,25                | 0 / 225             | 411 426           | 0,72              | 2 / 225           | 2 / 450       |
|                         | Partido Ecológico Russo "Os Verdes"    | 406 789             | 0,76                | 0 / 225             | 301 266           | 0,52              | 1 / 225           | 1 / 450       |
|                         | Dignidade e Caridade                   | 375 431             | 0,70                | 0 / 225             | 445 168           | 0,77              | 3 / 225           | 3 / 450       |
|                         | Outros                                 | -                   | -                   | -                   | 377 863           | 0,66              | 0 / 225           | 0 / 450       |
|                         | Independentes                          | -                   | -                   | -                   | 25 961 405        | 45,15             | 130 / 225         | 130 / 450     |
| Voto contra Todos       | Voto contra Todos                      | 2 267 963           | 4,22                |                     | 8 509 300         | 14,80             |                   |               |
| Votos Inválidos         | Votos Inválidos                        |                     |                     |                     | 4 248 927         |                   |                   |               |
| Total                   | Total                                  | 53 751 696          | 100                 | 225 / 225           | 57 495 248        | 100               | 225 / 225         | 450 / 450     |
| Eleitorado/Participação | Eleitorado/Participação                | 106 170 835         | 50,63 / 100,00      | 50,63 / 100,00      | 106 170 835       | 54,15 / 100,0     | 54,15 / 100,0     | 54,15 / 100,0 |